# Языки Кении
Кения — многоязычная страна. Суахили и английский языки, последний из которых был унаследован от колониального периода, широко распространены как лингва франка. Они выступают в качестве двух официальных действующих языков.

## Обзор
Согласно Ethnologue, в Кении насчитывается 68 языков. Это многообразие является отражением разнообразия населения страны, которое включает в себя большинство этнорасовых и лингвистических групп Африки.
Большинство языков локально принадлежат к двум общим языковым семьям: нигеро-конголезской (ветвь банту) и нило-сахарской (нилотская ветвь). Кушитские и арабские этнические меньшинства говорят на языках, принадлежащих к отдельной афразийской семье. Хиндустанские и британские поселенцы говорят на языках из индоевропейской семьи.
Различные этнические группы Кении обычно говорят на своих родных языках в своих общинах. Два официальных языка, суахили и английский, используются в той или иной степени беженцами для связи с другим населением. Английский широко распространён в торговле, школьном образовании и правительстве. Пригородные и сельские жители являются менее многоязычными, многие в сельской местности говорят на своих родных языках.